# قتل العم
قتل العم هو فعل قتل المرء لعمه.

## في التاريخ
- مؤسسو روما الأسطوريون، رومولوس ورموس، قتلوا بطريق الخطأ عمهم الكبير أموليوس.
- كان كاليغولا يشتبه في أنه ساعد في قتل عمه الأكبر تيبيريوس.
- تسمم كلوديوس في الغالب من قبل ابنة أخته أغريبينا الصغرى.
- في عام 685، توفي هلوثير متأثرًا بجراحه بعد أن قاد ابن أخيه إيدريك الساكسونيين لتولي عرشه.[3]
- في عام 1113، قُتل داريندرافارمان الأول في معركة على يد ابن أخيه سوريافارمان الثاني، حتى يصبح ملكًا لإمبراطورية الخمير.
- في عام 1385، توفي برنابي فيسكونتي بعد أن سجنه ابن أخيه جان غالياتسو فيسكونتي.[4]
- في عام 1975 اغتيل الملك فيصل ملك المملكة العربية السعودية على يد ابن أخيه فيصل بن مساعد.[5]
- في عام 1979، أُعدم الرئيس فرانسيسكو ماسياس نغويما رئيس غينيا الاستوائية بعد انقلاب على يد ابن أخيه تيودورو أوبيانغ نغويما مباسوغو.[6]
- في عام 2001، قتل ولي عهد نيبال ديبندرا عمه ديريندرا خلال المذبحة الملكية النيبالية.
- في عام 2013، أمر الزعيم الكوري الشمالي كيم جونغ أون بإعدام عمه جانغ سونغ تايك.